# Herbie Hancock
Herbert Jeffrey „Herbie” Hancock (ur. 12 kwietnia 1940 w Chicago) – amerykański pianista, kompozytor, aranżer i bandlider jazzowy. Laureat NEA Jazz Masters Award 2004. Jest laureatem czternastu nagród Grammy i Oscara za muzykę do filmu Round Midnight z 1986. Wiele jego kompozycji stało się standardami – między innymi „Watermelon Man”, „Cantaloupe Island” (rozsławiony przez remiks grupy Us3), „Maiden Voyage”, „Eye of the Hurricane”, „Dolphin Dance” czy „Chameleon”.
Jest także uważany obok McCoy Tynera, Keitha Jarretta i Chicka Corei za jednego z czterech wielkich pianistów późnego modern jazzu, którzy wywarli największy wpływ na grę na tym instrumencie. Przedmiotem podziwu jest zwłaszcza jego inwencja rytmiczna i improwizacyjna. Tworzy muzykę zarówno o charakterze czysto jazzowym, jak i będącą pod mniejszym lub większym wpływem popu, rapu i techno, w każdym z tych gatunków poruszając się z równą swobodą.

## Życiorys

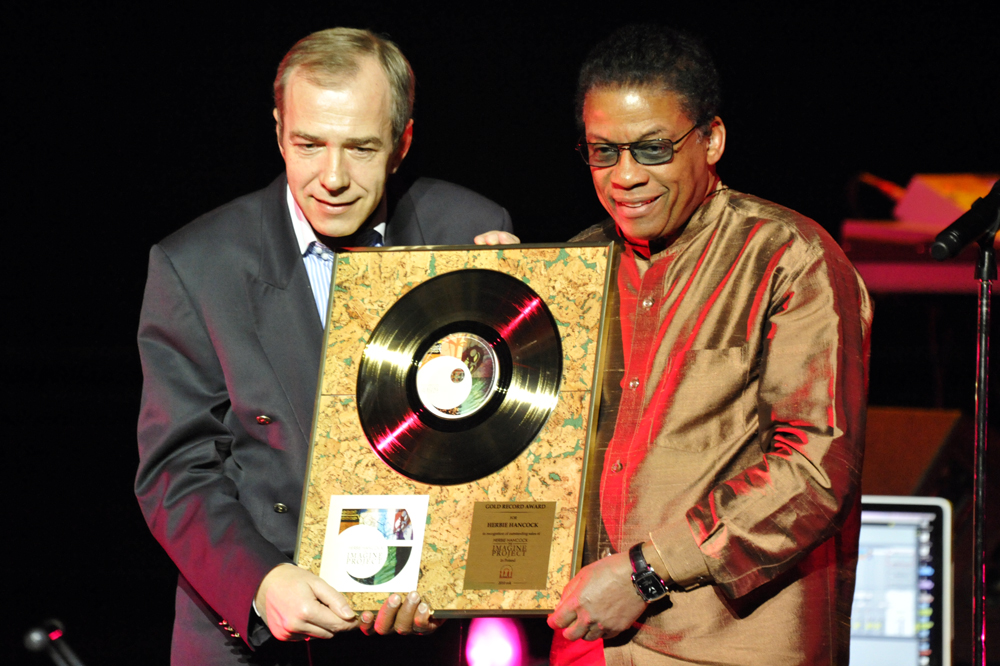
Herbie Hancock otrzymuje Złotą Płytę
w Warszawie, listopad 2010

Od siódmego roku życia grał na fortepianie i uznany za muzyczne „cudowne dziecko” w wieku 11 lat zagrał V Koncert fortepianowy D-dur Mozarta z Orkiestrą Symfoniczną z Chicago.
W wieku lat 20 został zauważony przez trębacza Donalda Byrda, który zaprosił go do swojego zespołu. W 1962 nagrał swój debiutancki album Takin’ Off, na którym znalazł się pierwszy hit artysty – „Watermelon Man”.
W 1963 na zaproszenie Milesa Davisa wstąpił do jego kwintetu. Razem z Ronem Carterem (kontrabas) i Tonym Williamsem (perkusja) stworzył tam najsłynniejszą sekcję rytmiczną modern jazzu. Oprócz działalności w zespole Davisa Hancock nagrywał też w latach sześćdziesiątych płyty dla wytwórni Blue Note jako lider, z których za najważniejsze uznawane są Empyrean Isles (1964), Maiden Voyage (1965) i Speak Like a Child (1968).
W 1968 Hancock opuścił zespół Davisa i zwrócił się ku samodzielnym muzycznym poszukiwaniom, rozwijając właśnie tworzącą się muzykę fusion. Owocem tej jego działalności był m.in. bestsellerowy album Head Hunters, nagrany w 1973 dla Columbia Records. Na początku lat 70. jako jeden z pierwszych wprowadził elektroniczne instrumenty klawiszowe. W późniejszym okresie Hancock potrafił także udanie wykorzystywać elementy muzyki rap i techno, czego dowodem był choćby album Future Shock z 1983, zawierający utwór Rockit, który stał się jednym z hitów nowo powstałej stacji telewizyjnej MTV. W tym samym mniej więcej czasie Hancock realizował jednak także projekt o nazwie V.S.O.P., który był próbą nawiązania do brzmienia czysto jazzowego kwintetu Davisa z lat sześćdziesiątych, w czym wspomagali go dawni towarzysze z tego zespołu, z tym że na trąbce Davisa zastąpił Freddie Hubbard.
Ostatnimi znaczącymi sukcesami muzyka były albumy: Gershwin’s World z 1998, Directions in Music • Jazz at Massey Hall z 2002 oraz River • The Joni Letters z 2007, za które otrzymał nagrody Grammy.

## Wybrana dyskografia
- Takin’ Off (1962) – Blue Note
- My Point of View (1963) - Blue Note
- Inventions & Dimensions (1963) – Blue Note
- Empyrean Isles (1964) – Blue Note
- Maiden Voyage (1965) – Blue Note
- Speak Like a Child (1968) – Blue Note
- The Prisoner (1969) - Blue Note
- Fat Albert Rotunda (1969) – Warner Bros.
- Mwandishi (1970) – Warner Bros.
- Crossings (1972) – Warner Bros.
- Sextant (1973) – Columbia
- Head Hunters (1973) – Columbia
- Thrust (1974) – Columbia
- Death Wish (Soundtrack) (1974) – Columbia
- Flood - Live in Japan (1975) – Columbia Japan
- Man-Child (1975) – Columbia
- Secrets (1976) – Columbia
- VSOP Vol. 1 (1977) – Columbia
- VSOP • The Quintet (1977) – Columbia
- VSOP • Tempest at the Colosseum (1977) – Columbia
- An Evening With Herbie Hancock & Chick Corea • In Concert (1978) – Columbia
- Sunlight (1978) – Columbia
- Direcstep (1979) – Columbia Japan
- Feets Don’t Fail Me Now (1979) – Columbia
- The Piano (1979) – Columbia
- VSOP • Live Under the Sky (1979) – Columbia
- Monster (1980) – Columbia
- Mr. Hands (1980) – Columbia
- Herbie Hancock Trio (1981) – Columbia
- Quartet (1982) – Columbia
- Lite Me Up (1982) – Columbia
- Future Shock (1983) – Columbia
- Round Midnight (ścieżka dźwiękowa do filmu Około północy) – Columbia
- Dis Is Da Drum (1994) – Verve/Mercury
- 1 + 1 (1997) – Verve (z Wayne’em Shorterem)
- Gershwin’s World (1998) – Verve
- Future2Future (2001) – Transparent
- Directions in Music • Live at Massey Hall (2002) – Verve
- Possibilities (2005) – Concord/Hear Music
- The Essential Herbie Hancock (kompilacja) (2006) – Columbia/Sony BMG
- River: The Joni Letters (2007) – Verve
- Then and Now • The Definitive Herbie Hancock (2008) – Verve
- The Imagine Project (2010) – Verve

## Filmografia
| Rok  | Tytuł                                                   | Reżyser                     |
| ---- | ------------------------------------------------------- | --------------------------- |
| 2006 | Herbie Hancock: Possibilities (film dokumentalny)       | Doug Biro, Jon Fine         |
| 2012 | Charles Lloyd: Arrows Into Infinity (film dokumentalny) | Dorothy Darr, Jeffery Morse |
| 2013 | Music Technology Innovators (film dokumentalny)         | Jack Edward Sawyers         |
| 2014 | Nathan East: For the Record (film dokumentalny)         | Chris Gero, David Maxwell   |
| 2015 | Wayne Shorter: Zero Gravity (film dokumentalny)         | Dorsay Alavi                |